# Idionyx victor
Idionyx victor là loài chuồn chuồn trong họ Synthemistidae. Loài này được Hämäläinen mô tả khoa học đầu tiên năm 1991.